# Rosell
Rosell  (en valenciano y oficialmente Rossell) es un municipio de la Comunidad Valenciana, España. Perteneciente a la provincia de Castellón, en la comarca del Bajo Maestrazgo.

## Historia
Rosell ha estado ocupado por los humanos desde épocas remotas. Así lo demuestran los restos neolíticos de la cueva de las brujas y otros posteriores descubiertos en abrigos y cuevas situados al este y sureste del término de Rosell (cueva de Blai, cueva Barberana).
Más importante fue la ocupación de la cultura ibérica. Se han encontrado importantes vestigios en pequeños enclaves desde donde se controlaban las vías de penetración hacia el interior (El Polseguer, el collado del Moro, el Carrasclet y la masía de Vito). En los mismos lugares se han encontrado restos de la romanización, el más destacado un busto de mármol de un hermes juvenil.
De esa época y posteriores son los legajos y caminos del término y también buen parte de las técnicas, formas de subsistencia y creencias, bases de un estilo de vida que ha durado hasta la plena industrialización del siglo XX: La agricultura básica, la ganadería, las barracas de piedra seca, la lengua, la religión y las costumbres culinarias.
En 1317, la alcaldía de Cervera es otorgada a la orden de Montesa, señora de Rossell hasta el siglo XIX. Fue siempre el pueblo más pequeño de la alcaldía. La guerra de los Segadores le afectó de lleno: el mariscal francés Schomberg, que controlaba Tortosa, realizó una incursión en Rossell y le incendió completamente (1648). Capítulo aparte merecen los bandoleros. En la Edad Moderna es famosa la "cuadrilla" de Salom. En el siglo XIX, las de Tarranco y Currutaco. También hicieron en agosto realistas, descontentos, carlistas y maquis. Cabrera elaboró desde aquí muchos “partes” de guerra, y en los alrededores tuvieron lugar importantes encontronazos. En la iglesia, (s. XVIII), todavía se pueden ver varias aspilleras, cicatrices de los sufrimientos de nuestra gente y persiste el recuerdo de Miquela, heroína local que, en cierta ocasión, liderará los rosellanos que se defendían de los carlistas.
Después Rosell sufre la guerra civil y la helada de 1956; durante esta época el pueblo va cogiendo su perfil actual.
Hacia los 60 y cuando muchos de los vecinos habían emigrado, Rossell entró de lleno en la industrialización de la mano de industrias locales pequeñas y de la creciente fuerza industrial de la Sénia.
Desde la transición democrática se ha mejorado la calidad de vida de la gente que habita Rossell y el tejido asociativo se ha convertido en uno de los motores que dinamiza la actividad lúdico- cultural. El bajón demográfico que sufre el interior del norte valenciano aquí se ha interrumpido, por tanto esta inflexión positiva debe llevar a Rossell a encarar el siglo XXI con mucha ilusión.

## Geografía
Está situado en el sector septentrional de la comarca en el límite con la provincia de Tarragona. Y cómo ice la Jota: Ja poden ficar paret, per voler-nos separar, ja poden ficar paret, que entre el Rossell i La Sènia només passa un riu estret. Atraviesan su término los ríos Cérvol y Cenia. El clima es mediterráneo con inviernos suaves y veranos poco calurosos.
Por lo que respecta al relieve, se distinguen tres zonas: al norte, la más montañosa y elevada, con el antiguo término de Bel incluido; una zona intermedia de transición, donde se ubica el núcleo poblacional de Rosell; y el área meridional de las Planas, donde se encuentran los campos de cultivo. Además del río Cervol y del río de la Sénia que lo alimentan en parte, el término es drenado por el barranco de Requena (que lo atraviesa por la parte central en dirección noroeste/suroeste) y sus afluentes, el barranco de Les Toner y el de la Sotarraina; y por el barranco de Ullastre.
En 1972, se le anexionó el término municipal de Bel, por lo que hoy parte de su territorio pertenece a la subcomarca de la Tenencia de Benifasar.
Se accede a esta localidad desde Castellón tomando la CV-10, luego la CV-11 y finalmente la CV-100.

### Barrios y pedanías

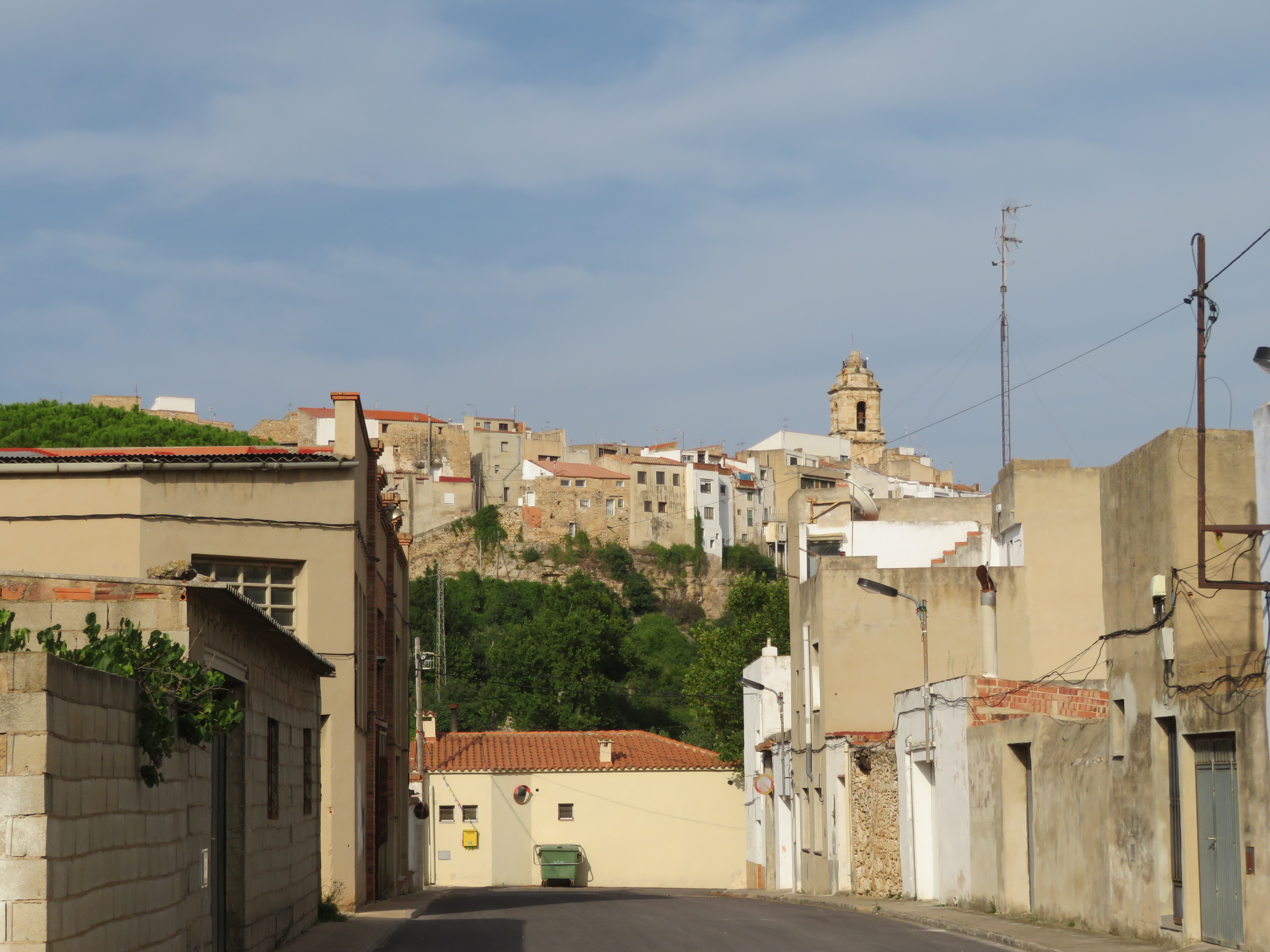
Les Cases del Riu

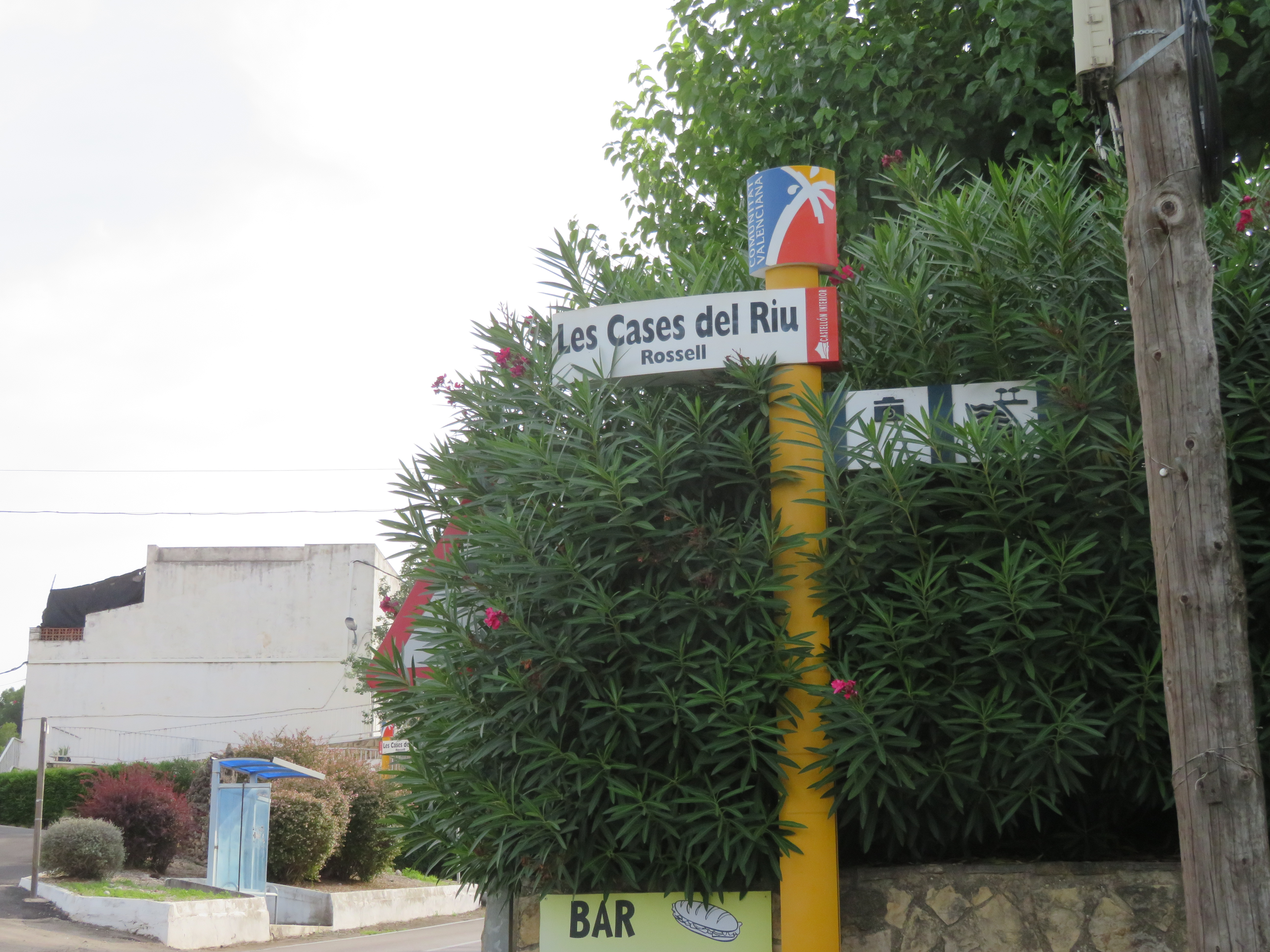
Les Cases del Riu, Rossell

En el término municipal de Rossell se encuentran también los siguientes núcleos de población:
- Bel.
- Cases del Riu.

### Localidades limítrofes
El término municipal de Rossell limita con las siguientes localidades:
Puebla de Benifasar, Canet lo Roig, Vallibona de la provincia de Castellón y La Cenia en la provincia de Tarragona

## Demografía
Rosell cuenta con una población de 892 habitantes (INE 2024).
| Gráfica de evolución demográfica de Rosell entre 1842 y 2021 |
| |
| Población de derecho según los censos de población del INE Población de hecho según los censos de población del INEEn 1981 crece el término del municipio porque incorpora a Bel |

## Economía
Basada tradicionalmente en la agricultura con predominio del cultivo del olivo y del almendro. La ganadería porcina y avícola complementa su actividad económica. También existen industria de muebles, confección y alimentación.

## Administración y política
| Periodo   | Nombre                     | Partido   |
| --------- | -------------------------- | --------- |
| 1979-1983 | José Bel Bel               | PSPV-PSOE |
| 1983-1987 | Domingo Gavalda Cuartiella | PSPV-PSOE |
| 1987-1991 | Jesús A. Vicente Fenollosa | CDS       |
| 1991-1995 | Lorenzo Verge Auxán        | CDS       |
| 1995-1999 | Lorenzo Verge Auxán        | PP        |
| 1999-2003 | Evaristo Martí Vilaró      | PSPV-PSOE |
| 2003-2007 | Evaristo Martí Vilaró      | PSPV-PSOE |
| 2007-2011 | Evaristo Martí Vilaró      | PSPV-PSOE |
| 2011-2015 | Evaristo Martí Vilaró      | PSPV-PSOE |
| 2015-2019 | Evaristo Martí Vilaró      | PSPV-PSOE |
| 2019-2023 | Evaristo Martí Vilaró      | PSPV-PSOE |
| 2023-act. | Evaristo Martí Vilaró      | PSPV-PSOE |

## Patrimonio
- Casco Urbano. De interés arquitectónico, en el que destacan los restos de las murallas, declaradas genéricamente Bien de Interés Cultural.
- Iglesia parroquial. Dedicada a la Asunción de la Virgen y a San Juan.
- Iglesia parroquial de San Jaime.
- Font de Baix.
- Cova de les Bruixes.
- Pena de Bel. Cima de 1005 m de altura.

## Fiestas
- San Antonio Abad. Se celebra el 17 de enero.
- Feria de San José. Se celebra el fin de semana siguiente al 19 de marzo. Tiene lugar una feria multisectorial de artesanía, comercio, maquinaria agrícola, atracciones para niños, etc.; alrededor de la Feria se organizan actos de carácter lúdico con actividades diversas.
- Fiestas patronales. Se celebran alrededor del 15 de agosto en honor de la Asunción de la Virgen y duran nueve días. Se ofrece una extraordinaria oferta festiva que se pone a disposición de la gente del pueblo y de los visitantes. En estas fiestas se puede disfrutar de: toros, toros embolados, desfile de carrozas, pasacalles, folklore, deportes, cultura i bailes, cada noche en la pista polideportiva.

## Gastronomía
Los platos típicos de la localidad son los «guixassos». La pasta típica de Rosell es el «pastisset» dulce de cabello de ángel. Otro dulce típico es la prima de San Marcos.